# John D’Amato
John „Johnny Boy“ D’Amato († 1992) war ein italo-amerikanischer Mobster der US-amerikanischen Cosa Nostra und Mitglied der DeCavalcante-Familie, die von ihrem Hauptsitz in Elizabeth (New Jersey) aus agiert.
Aufgrund homosexueller Handlungen wurde D’Amato im Jahr 1992 ermordet.

## Kriminelle Karriere
In den 1980er Jahren wurde D’Amato unter der Führung von Giovanni Riggi zum Caporegime befördert und fortan stark an illegalen Gewerkschafts- und Bau-Operationen mit prominenten Unterweltgrößen wie Giacomo Amari und Girolamo Palermo aus New Jersey beteiligt. Ebenso wurde er bald Partner von Frank Majuri und Gaetano Vastola bei illegalen Glücksspiel- und Kreditwucher-Operationen.
Nachdem Giovanni Riggi im Jahr 1990 unter anderem wegen Gewerkschaftskorruption und Erpressung inhaftiert worden war, ernannte er 1990 John D’Amato zum amtierenden Boss der Familie. Etwa zu dieser Zeit versuchte John Gotti (Boss der Gambino-Familie), die Kontrolle über einige Mitglieder der DeCavalcante-Familie zu bekommen und somit Einfluss in deren Reihen ausüben zu können. Einer dieser Mafiosi war D’Amato, der Berichten zufolge auch mit Gotti und dessen Underboss Sammy Gravano an der Verschwörung zum Mord von Vastola beteiligt gewesen sein soll.
Später im Jahr 1991 hatte D’Amato einen Streit mit seiner Freundin, die daraufhin einem ihr bekannten DeCavalcante-Captain Namens Anthony Rotondo beichtete, dass, wenn sie und D’Amato in Abendstunden in Clubs unterwegs waren, er gerne swingern und Sex mit Männern haben wollte. Rotondo berichtete dies seinem Underboss Giacomo Amari und dem mächtigen Consigliere Stefano Vitabile. Im Januar 1992 wurde D’Amato als vermisst gemeldet. Auch wenn die US-Strafverfolgungsbehörden in D’Amatos Auto Blutspuren von ihm fanden, wurde seine Leiche nie entdeckt. Bei dieser Art von Mord spricht man von einer Lupara bianca.
Giovanni Riggi leitete weiterhin die Familie aus dem Gefängnis heraus, aber er ernannte Giacomo „Jake“ Amari zum neuen amtierenden Boss.
Am 2. Dezember 1999 verhaftete das FBI Vincent Palermo und circa 30 weitere Mitglieder und einige assoziierte der DeCavalcante-Familie. Vincent selbst wurde wegen versuchten Mord an dem Soldato und „Johnnys“ jüngerem Bruder Frank D’Amato und auch des Mordes an Frank Majuri sowie weiteren Straftaten angeklagt. Palermo erkannte die Gefahr, eventuell den Rest seines Lebens hinter Gittern verbringen zu müssen und entschied sich dazu, mit dem FBI, im Gegenzug für eine mildere Strafe, zu kooperieren. Er gestand unter anderem die Planung an dem Mord an John D’Amato. Der Auftraggeber soll Stefano Vitabile gewesen sein.

## In der Kunst
- Die DeCavalcantes waren zum Großteil die Inspiration für die fiktive DiMeo-Familie (Soprano-Familie) aus der HBO-Serie „Die Sopranos“.[5]
  - Zum Beispiel wurde der fiktive DiMeo-Captain Vito Spatafore wie John D’Amato aufgrund von homosexuellen Handlungen ermordet.[6]
- 2006: „The real Sopranos“, Dokumentation von Thomas Viner
- 2010: „Mob Money: An American Greed Special Presentation“; CNBC-Dokumentation